# Titu
Titu é uma cidade da Romênia com 10.711 habitantes, localizada no judeţ (distrito) de Dâmboviţa.